# Wilhelm Duden
Wilhelm Duden (* 8. Januar 1947 in Heeslingen) ist ein deutscher Motorrad-Bahnrennfahrer der 1970er und 1980er Jahre, der vor allem Grasbahn- und Sandbahnrennen, aber auch Speedwayrennen fuhr.

## Karriere
Obwohl er nie einen großen nationalen oder internationalen Einzeltitel gewinnen konnte, gilt er bis heute als einer der populärsten deutschen Motorrad-Bahnrennfahrer. Duden galt als der schnellste Bahnrennfahrer seiner Zeit, denn er brach etliche Bahn- und Rundenrekorde und hielt von 1981 bis 1993 den Grasbahn-Weltrekord auf der 900-Meter-Grasbahn in Cloppenburg mit einer Durchschnittsgeschwindigkeit von 137,17 km/h über eine Runde mit fliegendem Start.
Auch stand Duden fünfmal im Finale zur Langbahn-Weltmeisterschaft, fuhr etliche Jahre für den MC Norden in der Speedway-Bundesliga, startete gemeinsam mit Christoph Betzl bei der Best-Pairs WM 1976 und wurde 1987 mit 40 Jahren noch mal Deutscher Langbahn-Vizemeister. Duden fuhr von 1974 bis 1988 international für Deutschland Motorrad-Bahnrennen und beendete seine Karriere am 17. Juli 1988 bei seinem Abschiedsrennen auf der Grasbahn in Cloppenburg, wo er jahrelang den Bahn-Weltrekord hielt.
Schon während seiner Karriere, aber auch danach, stieg Duden ins Tuning-Geschäft ein und unterstützte etliche Spitzenfahrer, u. a. auch Karl Maier bei dessen WM-Titel 1987.

## Erfolge

### Einzel
- Langbahn-WM Finalist 1976, 1978, 1979, 1980 und 1981
- Deutscher Langbahn-Vizemeister 1987
- Bahn-Geschwindigkeits-Weltrekordhalter 1981–1993 mit 137,17 km/h

### Team
- Best-Pairs Speedway-WM 1976 (mit Christoph Betzl)
- Speedway-Bundesliga: MC Norden

## Persönliches
Duden wurde auch „Trainingsweltmeister“ genannt, weil er oft schon morgens im freien Training vor dem Hauptrennen den Bahnrekord gebrochen hatte. Ein Zitat von Egon Müller beim Abschiedsrennen von Wilhelm Duden in Cloppenburg am 17. Juli 1988 im Stadion-Interview: „Wilhelm war immer einer der Besten und der Schnellsten. Er hätte durchaus mal einen WM-Titel verdient gehabt. Und ich glaube, Wilhelm wäre es so manches Mal geworden, mit etwas mehr Glück und etwas mehr Nervenstärke.“
Wilhelm Duden blieb als Motoren-Tuner und Betreuer von Nachwuchsfahrern dem Motorrad-Bahnrennsport treu.